# Valdovecaria
Valdovecaria é um gênero de mariposa pertencente à família Crambidae.